# Administradores Revolucionarios
Los Administradores Revolucionarios (en alemán: Revolutionäre Obleute; en inglés: Revolutionary Stewards) fueron delegados sindicales independientes de los sindicatos oficiales y elegidos libremente por los trabajadores de las diversas industrias alemanas. Rechazaron las políticas de guerra del Imperio alemán y el apoyo que los representantes parlamentarios del Partido Socialdemócrata de Alemania (SPD) dieron a estas políticas. También desempeñaron un papel importante durante la Revolución de Noviembre.
Su líder Richard Müller afirmó que su objetivo era una "república consejista al estilo ruso".

## Historia

### Transfondo
El SPD, en aquel momento el partido obrero más grande de Europa, votó a favor de bonos de guerra para el gobierno imperial en 1914. Karl Liebknecht fue inicialmente el único miembro del SPD en el Reichstag que rechazó esta medida públicamente. Después de haber seguido la disciplina partidaria y haber votado los bonos en agosto, luego votaría en contra de la medida en diciembre de 1914. Con la división entre el USPD y el SPD "mayoritario", surgió un partido en el Reichstag que se opuso a la llamada política de "tregua de partidos" (Burgfriedenspolitik) entre las distintas fuerzas políticas.

### Junio de 1918: Huelga antiguerra

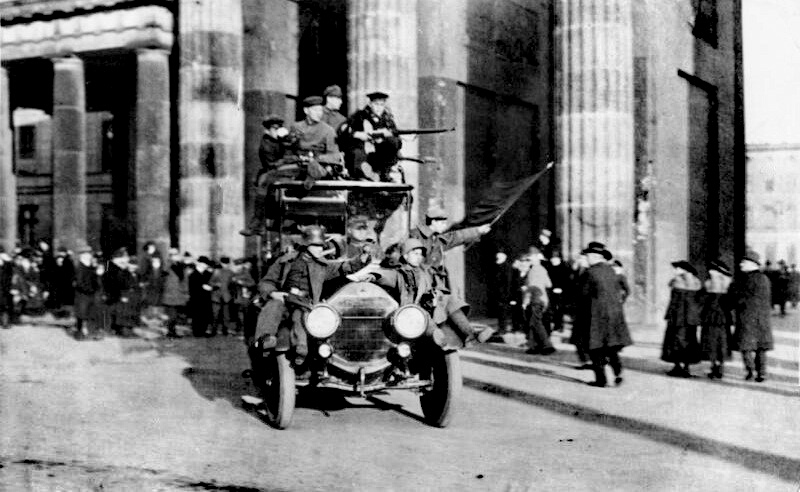
Revolución de Noviembre: Soldados revolucionarios de la Bandera Roja el 9 de noviembre de 1918 en la Puerta de Brandeburgo en Berlín

Dado que la mayoría de los funcionarios sindicales apoyaron la tregua política, los administradores crearon una oposición de los trabajadores industriales contra la Primera Guerra Mundial en Alemania. Esto fue en parte una reacción al creciente número de muertes en el frente y a la creciente necesidad social en casa. Sus ponentes más importantes fueron Richard Müller y Emil Barth. Los administradores revolucionarios estuvieron especialmente representados en la industria armamentística de Berlín. Ya habían tenido experiencia con huelgas, incluida la huelga de protesta contra el encarcelamiento de Karl Liebknecht en el verano de 1916 y la ola de huelgas centradas en Braunswick y Leipzig en enero de 1917.
Los Administradores fueron una fuerza crucial en la organización de la huelga de enero de 1918, que se centró en Berlín, el Ruhr, Sajonia, Hamburgo y Kiel  : 22 y en el que los huelguistas exigían el fin de la guerra mediante una paz negociada y una democratización del imperio. Se inspiraron en parte en el éxito alcanzado por los bolcheviques bajo Lenin y Trotsky en la Revolución Rusa de Octubre sólo unos meses antes. Por esta razón, los ataques también estaban dirigidos contra los planes de anexión que las potencias centrales Alemania y Austria-Hungría estaban llevando a cabo en las negociaciones de paz en curso con la Rusia soviética en Brest-Litovsk . Los huelguistas exigieron cambios políticos fundamentales dentro de Alemania, así como un acuerdo de paz justo con Rusia que no incluyera reclamaciones territoriales del Imperio Alemán contra la Rusia soviética. Estas demandas no fueron atendidas por el Mando Supremo del Ejército Imperial (o Oberste Heeresleitung) ni por el gobierno imperial del canciller Georg von Hertling.
La huelga terminó cuando el Oberste Heeresleitung ( declaró un estado de sitio )agravado, puso algunas fábricas bajo protección militar y reclutó a muchos de los trabajadores en huelga para el servicio militar.: 23 

### Revolución de Noviembre y Movimiento del Consejo

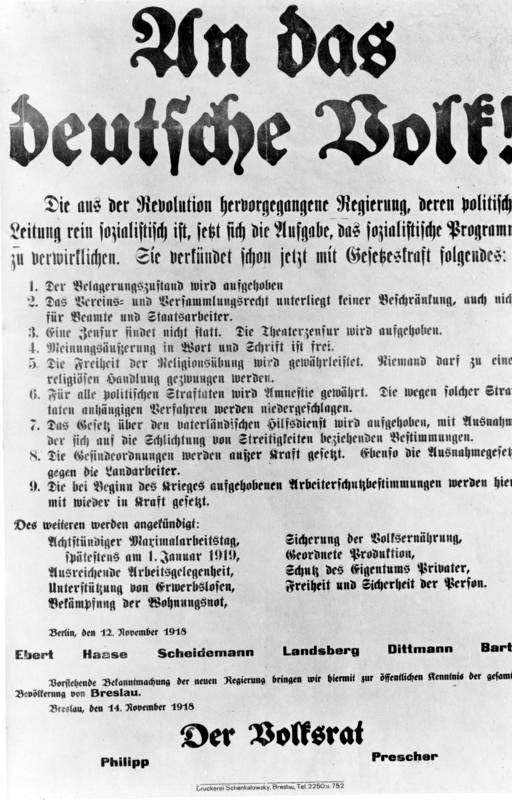
Cartel de anuncio del gobierno revolucionario del 12 de noviembre de 1918, firmado por el representante de los Administradores Revolucionarios, Emil Barth

En los primeros días de noviembre de 1918, los Administradores Revolucionarios eran uno de los pocos grupos políticos que exigían el fin de la monarquía.: 24  Además, a diferencia del SPD "mayoritario" de Friedrich Ebert, también estaban a favor de la "socialización" de las industrias y del gobierno mediante consejos de trabajadores (y soldados) en lugar de un sistema parlamentario. El 2 de noviembre de 1918 hubo una reunión del Comité Ejecutivo de los Administradores, a la que también asistió Liebknecht, que votó 21 a 19 en contra de iniciar la acción revolucionaria el 4 de noviembre porque los trabajadores aún no estaban dispuestos a actuar. Se establecieron el 11 de noviembre.: 26  En Berlín, los Stewards eran entre 80 y 100. : 7  El grupo central contaba sólo con una docena.: 101 
El 8 de noviembre, impulsados por los acontecimientos que pretendían acelerar su plan, los administradores convocaron una huelga general en Berlín al día siguiente. Los espartaquistas, el SPD y los sindicatos apoyaron el llamamiento. El 9 de noviembre se formaron consejos de trabajadores y soldados, se ocupó el cuartel general de la policía y cientos de miles de manifestantes convergieron en el centro de la ciudad. : 7 El canciller imperial Maximiliano de Baden anunció que el emperador Guillermo II había abdicado y entregado su cargo a Friedrich Ebert. Por la tarde, Ebert pidió a regañadientes al USPD que nombrara a tres ministros para el futuro gobierno. Sin embargo, esa noche un grupo de varios cientos de seguidores de los Administradores Revolucionarios ocupó el Reichstag y celebró un debate improvisado. Convocaron a la elección de consejos de soldados y trabajadores al día siguiente (uno por batallón o 1.000 trabajadores). Debían reunirse en "Zirkus Busch" y elegir un gobierno revolucionario provisional: el Rat der Volksbeauftragten.: 100–103 
Para mantener el control de los acontecimientos y en contra de sus propias convicciones antirrevolucionarias, Ebert decidió ahora que necesitaba cooptar a los consejos de trabajadores y así, siendo el jefe formal del gobierno, también convertirse en el líder de la revolución. El 10 de noviembre, el SPD, liderado por Ebert, logró que la mayoría de los consejos de trabajadores y (especialmente) de soldados recién elegidos provinieran de sus propios partidarios. Mientras tanto, el USPD acordó trabajar con él y compartir el poder en el Rat der Volksbeauftragten, el nuevo gobierno revolucionario. Ebert anunció el pacto entre los dos partidos socialistas a los consejos reunidos que deseaban un frente socialista unificado y aprobaron la paridad de tres miembros procedentes cada uno del SPD y del USPD.: 109–119  Sin embargo, los administradores habían previsto que no lograrían impedir que el SPD dominara el Rat der Volksbeauftragten (Consejo de los Diputados del Pueblo). Por lo tanto, pidieron que se creara un comité ejecutivo (Aktionsausschuss) de los consejos de trabajadores y soldados en paralelo al Rat der Volksbeauftragten y que estaría bajo el control de los mayordomos. Sus poderes debían dejarse deliberadamente vagos.: 115  Emil Barth, que presidía la asamblea, cometió entonces un error táctico al pronunciar un discurso prolijo en lugar de pasar directamente a la votación. Los oyentes, incluido Ebert, pudieron deducir las intenciones de los Stewards de lo que dijo Barth. Ebert pronunció otro discurso declarando que el comité era superfluo, pero que para crearlo debía estar compuesto por partes iguales del SPD y del USPD, al igual que el Rat der Volksbeauftragten. Cuando Barth dijo que ningún delegado del SPD debía formar parte del comité, la asamblea estalló en protestas, en particular por parte de los consejos de soldados. Tras una interrupción, la sesión continuó y Barth anunció un Comité Ejecutivo de 20 miembros: diez soldados y diez trabajadores. La mitad de estos últimos serían partidarios del SPD y la otra mitad, de los Administradores. Los delegados de los soldados debían ser elegidos el 11 de noviembre. Los mayordomos habían perdido.: 119 

### Diciembre de 1918: congreso de concilios y crisis navideña

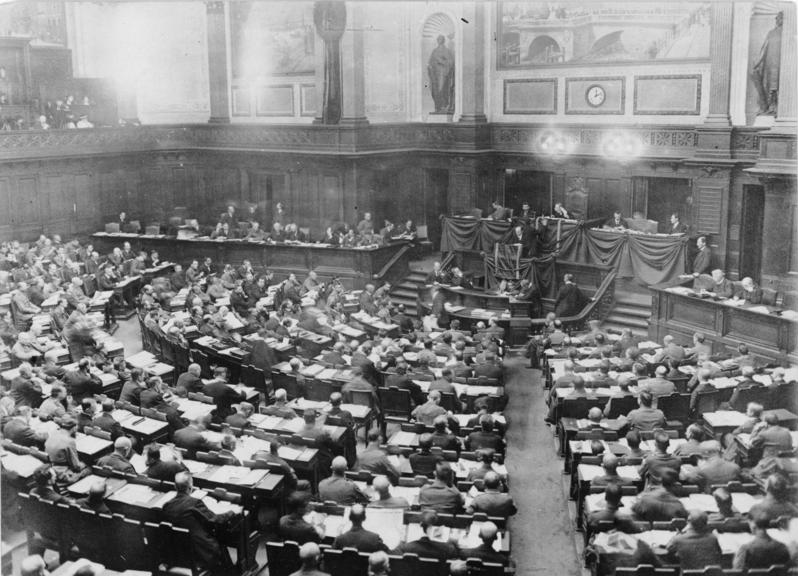
Congreso del Reich de los Consejos de Trabajadores y Soldados en el Landtag prusiano en Berlín el 16 de diciembre de 1918 durante el discurso de apertura del miembro del consejo ejecutivo y representante de los administradores revolucionarios, Richard Müller

Del 16 al 21 de diciembre de 1918, el Reichsrätekongress o Reichsversammlung der Arbeiter- und Soldatenräte (Congreso de Consejos de Trabajadores y Soldados) se reunió en Berlín dentro del edificio del Landtag prusiano. Había un delegado por cada 200.000 ciudadanos y 100.000 soldados. De 514 delegados, alrededor de 300 procedían del SPD, unos 100 del USPD (de los cuales diez eran espartaquistas) y el resto eran liberales, no asociados a ningún partido ni miembros de grupos revolucionarios independientes. El Congreso tomó algunas decisiones importantes (en cada caso por amplia mayoría):
- Rechazó una propuesta del USPD para mantener el sistema de consejos como base de una república socialista y otorgar a los consejos el poder legislativo y ejecutivo supremo.
- Aprobó una propuesta del SPD para conferir el poder legislativo y ejecutivo al "Consejo de Diputados del Pueblo" hasta que una Asamblea Nacional pudiera adoptar disposiciones más permanentes. Además, el Comité ejecutivo creado el 10 de noviembre fue sustituido por un "Consejo central" (Zentralrat). Este último estaba formado por miembros del SPD sólo cuando el USPD boicoteó su elección porque la nueva institución no tendría poderes legislativos.
- Las elecciones para una Asamblea Nacional se fijaron para el 19 de enero de 1919, la fecha más temprana posible.[12]: 13

Sin embargo, el congreso también aprobó dos resoluciones que iban en contra de los intereses de la dirección del SPD. En primer lugar, pidió al "Consejo de Diputados del Pueblo" que comenzara inmediatamente con la socialización de todas las industrias "adecuadas", especialmente la minería. En segundo lugar, aprobó el llamado Hamburger Punkte, que exigía la elección de oficiales, que el poder disciplinario recaería en los consejos de soldados, sin insignias de rango ni rangos fuera de servicio. Sin embargo, estas demandas eran un anatema para el liderazgo militar, en particular las relacionadas con la posición de los consejos de soldados frente al cuerpo de oficiales regulares.: 13 : 137 
Estas dos últimas decisiones del Congreso subrayaron una división respecto de los cambios a corto plazo en la economía, la burocracia y el ejército entre un amplio consenso entre los partidos del movimiento democrático-socialista, por un lado, y la dirección del SPD. y los militares por el otro. En consecuencia, los miembros del SPD del "Consejo de Diputados del Pueblo" demoraron la implementación de estos dos últimos puntos, provocando un creciente resentimiento e ira entre el movimiento obrero y sus representantes más radicales como los espartaquistas y los Administradores Revolucionarios.: 13–14 
El 29 de diciembre, el único representante de los Guardianes Revolucionarios, Emil Barth (también miembro del USPD) y otros dos representantes del USPD abandonaron finalmente el "Consejo de los Diputados del Pueblo" en protesta por los acontecimientos de la Weihnachtskämpfe (Revuelo en el Palacio de Berlín), en el que se desplegaron tropas gubernamentales contra la Volksmarinedivision (División de la Armada Popular), una unidad de soldados revolucionarios de izquierda establecida el 11 de noviembre de 1918. Los combates hicieron que muchos en la izquierda acusaran a la dirección del SPD de haber traicionado la revolución: 139–154 
Aunque los Administradores Revolucionarios apoyaron la idea de una república de consejos en lugar de una democracia parlamentaria, rechazaron el KPD, fundado el 30 y 31 de diciembre de 1918, que perseguía el mismo objetivo. Esto se debió a que el KPD no estaba dispuesto a aceptar las cinco condiciones impuestas por Richard Müller en nombre de los Comisarios Revolucionarios: retirada de la decisión anti-voto, un comité de programa con representación equitativa, condena del "golpismo", participación en la publicidad del partido. y abandono del nombre adicional "Liga Espartaquista".

### Enero de 1919: levantamiento de enero

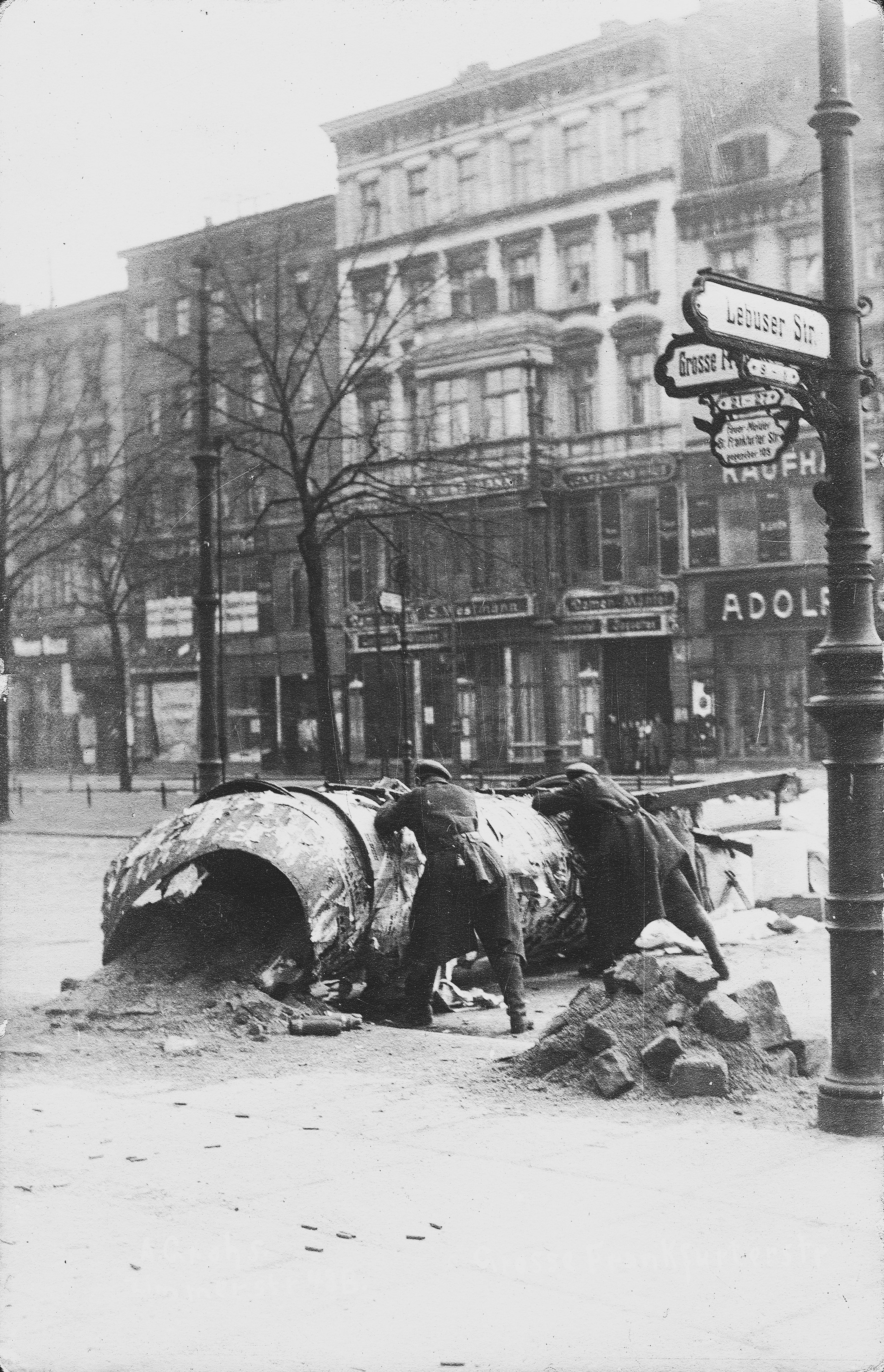
Levantamiento espartaquista, enero de 1919: combates en barricadas en Berlín

En la atmósfera de indignación creada en la izquierda por la acción militar contra la Volksmarinedivision—que Liebknecht llamó "Eberts Blutweihnacht" (La Navidad Sangrienta de Ebert)—los Administradores estuvieron entre los iniciadores del llamado Spartakusaufstand (Levantamiento espartaquista) en enero de 1919. Emil Eichhorn, miembro del USPD y jefe de la policía de Berlín (Polizeipräsident), se había negado a actuar contra los marineros rebeldes durante la crisis navideña. Algunos de sus hombres de la Sicherheitspolizei incluso apoyaron activamente el levantamiento. Paul Hirsch, Ministro del Interior prusiano, destituyó así a Eichhorn el 4 de enero. A pesar de sus diferencias, los administradores, el USPD y los espartaquistas convocaron una manifestación de protesta en apoyo de Eichhorn. : 14 : 156 
El 5 de enero de 1919, alrededor de medio millón de personas se reunieron en una manifestación masiva en Berlín. Manifestantes armados irrumpieron en el barrio de los periódicos de Berlín, donde ocuparon la redacción del periódico del SPD Vorwärts y otros edificios editoriales. También fueron tomadas las principales estaciones de ferrocarril. Sin embargo, la fuerza de la respuesta popular tomó por sorpresa a los organizadores. A una reunión en la sede de la policía asistieron 70 comisarios, diez miembros del USPD encabezados por Georg Ledebour, tres representantes de los militares, Liebknecht y Wilhelm Pieck por el KDP y Eichhorn. Atrapados en el impulso del momento, perdieron de vista la situación real, sobreestimando el apoyo a sus acciones por parte de los militares en el área de Berlín. Votaron 80 a seis para derrocar al gobierno [de], representante de los comisarios, Karl Liebknecht (KPD) y Georg Ledebour (USPD) firmaron ahora una proclama exigiendo el derrocamiento del gobierno de Ebert. Querían impedir las elecciones a la Asamblea Nacional y continuar con la revolución.: 15 : 157–158  Se creó un "comité revolucionario provisional". Contaba con 53 miembros, entre ellos Scholze, Liebknecht y Ledebour, y declaró que había asumido el gobierno. Su única acción, sin embargo, fue convocar a otra manifestación al día siguiente.: 158 
Las masas se reunieron nuevamente el domingo 6 de enero. Sin embargo, no llegaron órdenes de los líderes revolucionarios. En acciones aisladas se confiscaron la Reichsdruckerei y una oficina de telégrafos. Nadie ocupó los edificios gubernamentales, mientras que algunos partidarios armados del gobierno de Ebert se reunieron alrededor de la Reichskanzlei. Las masas empezaron a dispersarse y a medianoche el centro de Berlín había quedado vacío. Durante el día, el comité se trasladó a Marstall, el cuartel de la Volksmarinedivision, pero se les pidió que se marcharan y regresaron a la jefatura de policía.: 159–160 
Allí permanecieron, cuando Ebert aceptó la mediación de los miembros del USPD que habían abandonado el "Consejo de los Diputados del Pueblo" a finales de diciembre. Ebert sólo tenía una condición: debía terminar la ocupación de los periódicos. El 7 de enero, el comité revolucionario declinó. Mientras continuaban las negociaciones, Ebert se preparó para una respuesta militar. Nombró a Gustav Noske, desde la retirada del USPD miembro del Rat der Volksbeauftragten, comandante supremo de los Freikorps y reunió a las tropas regulares del área de Berlín a su causa.: 161–162 
Por orden de Ebert, las fuerzas gubernamentales comandadas por Gustav Noske aplastaron el levantamiento entre el 9 y el 12 de enero.  : 14–15 Su derrota se produjo después de intensas luchas, especialmente en torno a la sede de la policía de Berlín y al edificio editorial de Vorwärts, en las que, según se informa, perdieron la vida 165 personas. Entre los muertos había varios prisioneros que fueron ejecutados sumariamente, algunos después de haberse acercado a las fuerzas gubernamentales bajo una bandera de tregua.: 163–164 

### Decadencia
El levantamiento de enero provocó la disolución de la red del Administradores Revolucionarios, porque muchos de sus miembros participaron en el levantamiento, mientras que otros, como Richard Müller, se opusieron. La organización de Guardianes Revolucionarios se disolvió, aunque muchos de sus miembros continuaron trabajando en las estructuras del consejo.  Las luchas que en los meses siguientes tuvieron lugar en algunas regiones de Alemania, a veces cercanas al nivel de una guerra civil, pusieron al movimiento consejista cada vez más a la defensiva. Varios llamamientos a la creación de repúblicas de consejos regionales, por ejemplo en Bremen o, más famoso, en la República Soviética de Baviera, fueron finalmente reprimidos con la fuerza militar por las fuerzas armadas regulares y las tropas derechistas de los Freikorps a mediados de 1919.
Según la Constitución de Weimar, que entró en vigor en agosto de 1919, la república se convirtió en una democracia parlamentaria pluralista. Después de la derrota del movimiento consejista, los delegados revolucionarios todavía tenían influencia y convocaron y ayudaron a ejecutar una huelga general contra el nacionalista de derecha y antidemocrático Golpe de Estado de Kapp de marzo de 1920. La huelga prácticamente paralizó la economía y, junto con la negativa de la burocracia a cooperar con el nuevo gobierno, provocó que el golpe fracasara en cuestión de días. Sin embargo, en algunas partes de Alemania los trabajadores en huelga se negaron a volver a trabajar y ofrecieron resistencia armada al gobierno legítimo del presidente Ebert y del canciller Bauer. El más significativo de estos acontecimientos fue el Levantamiento del Ruhr, que fue aplastado por el Reichswehr y los Freikorps en abril de 1920.
Después de 1920, los antiguos administradores ya no desempeñaron un papel destacado en el movimiento obrero alemán. Muchos ex activistas se convirtieron en miembros del KPD, especialmente después de que el KPD se fusionó con el ala izquierda del USPD cuando este último se dividió a finales de 1920. Ocasionalmente operó bajo el nombre alternativo "Partido Comunista Unido de Alemania" (VKPD). Otros Administradores permanecieron en el USPD y futuros grupos relacionados, o se unieron al SPD nuevamente, después de que una parte del USPD restante regresara al SPD en 1922. Hacia finales de 1922, el núcleo de las estructuras locales del USPD en Berlín, que seguía existiendo como un partido pequeño, estaba compuesto en gran parte por ex delegados revolucionarios.
Algunos delegados que continuaron siguiendo un modelo de consejo "anti-autoritario" independiente del partido se unieron al anarcosindicalista Sindicato Libre de Trabajadores de Alemania (FAUD).